# Лейк, Бартоломеус ван дер
Бартоломеус ван дер Лейк (нем. Bartholomäus van der Lake; не позднее 1420, Зост — около 1468 или 1469, там же) — немецкий священник, городской секретарь и хронист г. Зоста (совр. округ Арнсберг, Северный Рейн-Вестфалия), летописец Зостской осады (1444—1449).

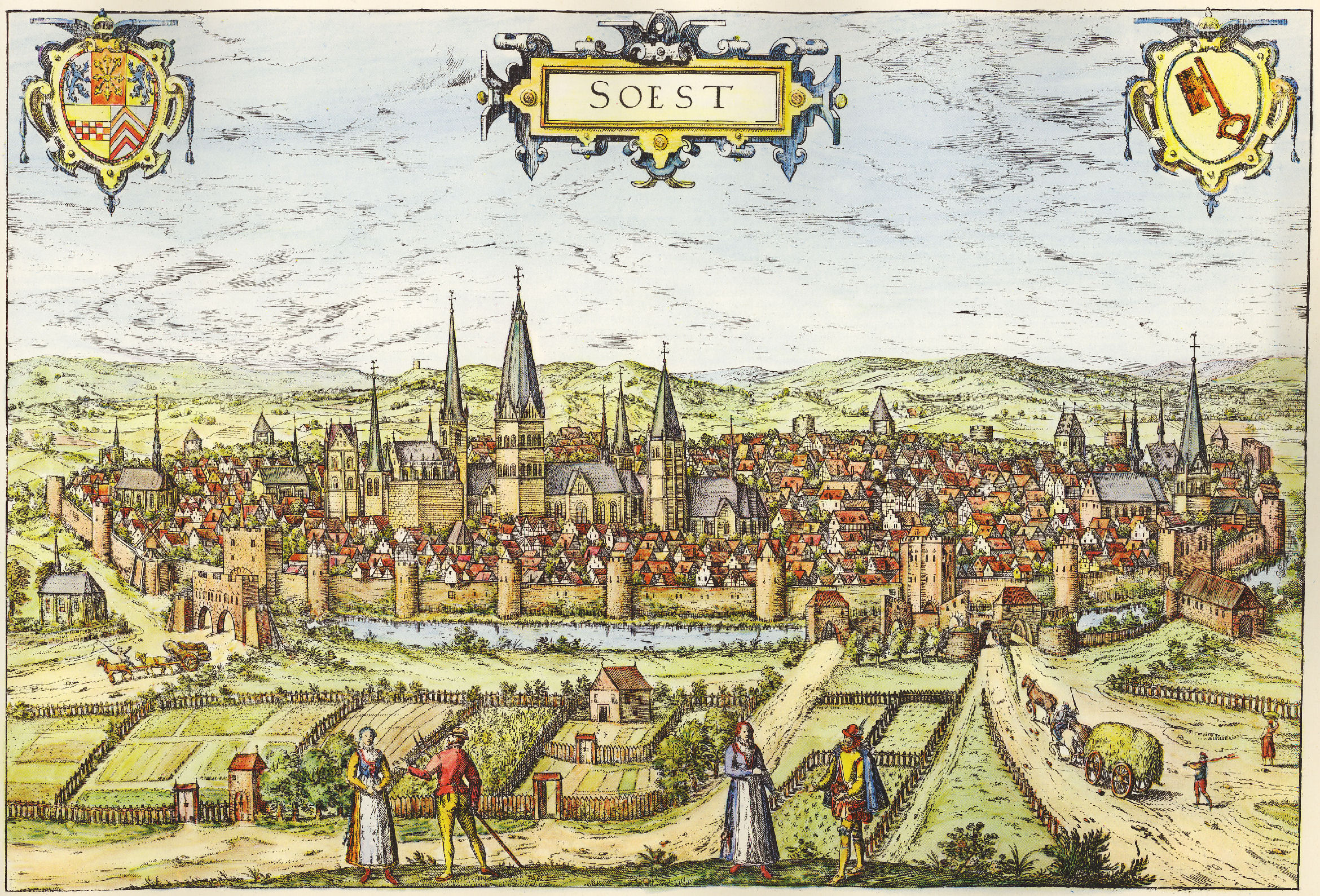
Город Зост. Гравюра Франца Хогенберга из «Атласа городов земного мира» Георга Брауна (1594)

## Биография
Выходец из зажиточной семьи города Зост, старинного ганзейского центра в Вестфалии, известной с конца XIII века. Впервые упоминается в городских документах под 1432 годом в качестве клирика Кёльнского диоцеза. В 1434 году, после перевода официального архиепископского суда герцогства Вестфалия (нем. Offizialatgericht) из Арнсберга в его родной город, служил в нём нотариусом. В 1436 году получил в Зосте гражданство, и с 1440 года занимал должность секретаря городского совета. Выполнял в этом качестве важные дипломатические поручения, сумев установить союзнические отношения с герцогством Клевским.

## Труды
Является автором «Истории Зостской распри» (нем. De historia van der Soistschen vede) — хроники, или дневника Зостской осады 1444—1449 годов, кульминации многолетнего конфликта, разгоревшегося между г. Зостом в союзе с герцогом Клевским Иоганном II, с одной стороны, и архиепископом Кёльнским Дитрихом II фон Моерсом (1414—1463), с другой. Хроника составлена была около 1450 года в трёх частях, охватывает период с 1417 по 1447 год, излагая не только основные события, но и предысторию войны (1438—1444), и имеет позднейшие продолжения вплоть до 1600 года.
Как историк, Бартоломеус выступает не только бесстрастным летописцем, добросовестно фиксирующим факты, но и последовательным выразителем интересов торговых слоёв и бюргеров Зоста, заинтересованных в освобождении от архиепископской власти и расширении городских свобод при поддержке германского короля (с 1452 года императора) Фридриха III. При работе над своим сочинением, составленным на ранненовонижненемецком языке, помимо устных рассказов и собственных наблюдений, он пользовался, вероятно, городскими летописями и архивами Зоста и Арнсберга.
Хроника была переработана в 1533 году анонимным автором, возможно, зостским бургомистром Иоганном фон Эсбеком, и сохранилась в 13 рукописях XVI—XVIII веков, хранящихся в Баварской государственной библиотеке в Мюнхене, университетской и земельной библиотеке в Дармштадте, академической библиотеке архиепископа в Падерборне, а также городском архиве Зоста. Научное издание её выпущено было в 1889 году в Лейпциге в 21 томе «Хроник немецких городов», под редакцией историков Карла Лампрехта и Йозефа Хансена, и в 1969 году переиздавалось в Гёттингене.

## Публикации
- Die Chroniken der westfälischen und niederrheinischen Städte. II: Soest. Hrsg. von Karl Lamprecht // Die Chroniken der deutschen Städte. Hrsg. durch die historische Kommission bei der Königlichen Akademie der Wissenschaften. — Band 21. — Leipzig: Verlag S. Hirzel, 1889. — S. 1–171.